# Кот об Колпи
Кот об Колпи (словен. Kot ob Kolpi) је насељено место у општини Чрномељ, регија Југоисточна Словенија, Словенија.

## Историја
До територијалне реорганизације у Словенији бипо је у саставу старе општине Чрномељ.

## Становништво
У попису становништва из 2011. године, Кот об Колпи је имао 2 становника.
| Број становника према пописима | Број становника према пописима | Број становника према пописима |
| ------------------------------ | ------------------------------ | ------------------------------ |
| 1991                           | 2002                           | 2011                           |
| 7                              | 0                              | 2                              |

Напомена: До 1953 исказивано под именом Кот.